# Theridion grancanariense
Theridion grancanariense là một loài nhện trong họ Theridiidae.
Loài này thuộc chi Theridion. Theridion grancanariense được Jörg Wunderlich miêu tả năm 1987.